# 에디 애플게이트
에디 애플게이트(Eddie Applegate, 1935년 10월 4일 ~ 2016년 10월 17일)는 미국의 배우, 화가, 텔레비전 배우이다.
로스앤젤레스에서 사망하였다. 사인은 질병이다.

## 영화
- 웰컴 투 셉템버 (2005년)
- 틱클리시 어페어 (1963년)
- 딜론 보안관 (1955년)